# Balls and My Word
Balls and My Word è l'ottavo album in studio del rapper statunitense Scarface, pubblicato nel 2003.

## Tracce
1. Balls & My Word (Intro) – 1:43
2. Recognize – 4:40
3. On My Grind (featuring Z-Ro) – 4:21
4. Bitch Nigga (featuring Dirt Bomb, Bun B & Z-Ro) – 4:35
5. Stuck At a Standstill – 3:46
6. Strapped (Interlude) – 0:51
7. Only Your Mother (featuring Devin the Dude & Tela) – 4:37
8. Make Your Peace – 4:41
9. Spend the Night – 3:46
10. Mary II – 4:45
11. Dirty Money (featuring Tanya Herron) – 4:48
12. Fuck'n With Face – 4:09
13. Invincible – 3:28
14. Real Nigga Blues – 5:06